# Горно-Никольский храм (Брянск)
Собо́р Никола́я Чудотво́рца в Го́рно-Нико́льском монастыре (Го́рно-Нико́льская церковь) — соборный храм Горно-Никольского монастыря Русской православной церкви в городе Брянске.
Поставлен на возвышении в историческом ядре города Брянска напротив Покровской горы. В древности рядом с церковью располагалась вечевая площадь. В просторечьи церковь называлась «Верхний Никола» для отличия от Успенской церкви (не сохранилась) в Нижней Слободе, называвшейся «Нижний Никола».

## История
Горно-Никольский храм построен в стиле барокко в 1751 году на средства брянских купцов Кольцовых на месте деревянной церкви, упоминаемой в документах с 1310 г. 6 декабря 1340 г. восставшие жители Брянска, «злые корамольницы брянци, сшедеся вечем», силой вытащили из церкви святого Николы князя Глеба Святославича и убили его.
Горно-Никольский храм сохранился почти без изменений внешнего вида. Сохранилась каменная ограда территории храма. Внутренняя отделка не сохранилась. Внешне отреставрирован в 1970-х гг. (архит. Л. А. Бестужева).
Как действующий храм закрыт около 1929 года. Здание использовалось для нужд архива, а с 1977 по 1999 г. в нём размещался брянский областной планетарий. 3 декабря 1999 года передан верующим и ныне является действующим храмом Русской православной церкви.
Определением Священного Синода № 76 от 7 октября 2002 года, приход храма был преобразован в Горно-Никольский мужской епархиальный монастырь. С этого времени ведутся ремонтно-реставрационные работы: полностью реставрирована колокольня, позолочены крест и глава, устроена медная кровля, проведена реставрация интерьера всего храма и фасадов колокольни, реконструированы ярусы звонницы, установлен новый иконостас, полностью обновлена утварь. 18 декабря 2010 года были совершены чинопоследования освящения Престола и обновления храма. Указом правящего Архиерея храму был определён статус Соборного храма Горно-Никольского монастыря.

## Архитектура
Один из лучших памятников Брянска, выполненных в стиле барокко, с более поздней классицистической колокольней. Здание построено из кирпича и оштукатурено. Объёмная композиция выполнена «кораблём»: ярусная колокольня соединена низкой и короткой трапезной с четвериком церкви. Двусветный четверик несёт крупный восьмерик, купол которого увенчан стройным световым восьмериком с маленькой главкой. Объём трапезной продолжен алтарным приделом с тремя закруглёнными апсидами, что восходит к традициям XVII века. Декор фасадов тяготеет к формам «нарышкинского» барокко. Наличники окон выполнены либо в виде прямоугольной рамки, либо с полуколоннами и пилястрами по сторонам и разорванным фронтоном; над полукруглыми архивольтами боковых порталов небольшие ниши киотов. Своеобразны сильно вытянутые угловые пилястры с выпуском углов и метопно-триглифные фризы в антаблементах. У колокольни нижний четверик имеет рустовку на углах и фронтоны в завершении граней, верхний четверик колокольни — пилястры с филёнками на устоях и балюстрады под арочными проёмами. В интерьере доминирует основное, развитое в высоту помещение с восьмериком на трёхступенчатых тромах, завершённым восьмигранным сомкнутым сводом. Трапезная и алтарь перекрыты коробовыми сводами с конхами над апсидами.